# Zuckerindustrie in Brasilien

Zuckerfabrik in den 50er Jahren in Pernambuco

Brasilien hat eine lange Tradition im Zuckerrohranbau. So stammte 1625 der gesamte Importzucker in Europa aus Brasilien. Brasilien ist heute bei weitem der größte Produzent von Zuckerrohr weltweit.

## Übersicht
In den Staaten São Paulo und Paraná sind ca. 85 % des gesamten Zuckerrohranbaus konzentriert. Die Anbaufläche beträgt ca. 5,6 Millionen Hektar (2004).
Aus Zuckerrohr wird in Brasilien allerdings nicht nur Zucker hergestellt, sondern auch die Produktion von Bioethanol ist nennenswert. Mit einer Ausbringung von 40 Millionen m³ (2004) liegt Brasilien bei der Bioethanolerzeugung weltweit hinter den USA auf Platz 2. 2007 betrug die Zuckerrohrernte in Brasilien 558 Millionen Tonnen, ein Wachstum von 17,62 % gegenüber 2006. Die Voraussage für 2008 beträgt 607 Millionen Tonnen, von denen 89 % (540 Millionen Tonnen) für die Produktion von Zucker und Ethanol verwendet werden, die anderen 11 % werden für die Produktion von Cachaça, amorphem Zucker (Rapadura), als Viehfutter und als Saatgut verwendet.
Es wird geschätzt, dass die Zuckerrohrproduktion in Brasilien bis 2020 auf ca. 1,05 Mrd. Tonnen wachsen wird.

## Kritik
Niedrige Löhne der Landarbeiter und geringe Anforderungen an den Umweltschutz, z. B. fehlende Kläranlagen für das bei der Zuckerproduktion anfallende Wasser, tragen neben dem günstigen Klima dazu bei, dass brasilianischer Rohrzucker auf dem Weltmarkt günstig angeboten werden kann. Außerdem werden für die Zuckerrohrproduktion Urwälder gerodet, z. B. im weltgrößten Feuchtgebiet Pantanal mit negativen Folgen für die dortigen Ökosysteme.

## Zuckerexport
Mit einem Export von 17,7 Millionen Tonnen (2005–2006) und einem Anteil von knapp 40 % an den Zuckerexporten weltweit ist Brasilien der größte Zuckerexporteur der Welt. Mit großem Abstand folgt die EU an zweiter Stelle mit 8,1 Millionen Tonnen, wobei dieser Anteil sinkt, da die WTO die EU gezwungen hat, die subventionierten Zuckerexporte auf 4,1 Millionen Tonnen pro Jahr zu begrenzen. 
Der meiste aus Brasilien exportierte Zucker ist sogenannter VHP-Zucker („very high pol(arity)“), d. h. Rohzucker, der nur wenige Nichtzuckerbestandteile enthält. Dieser Zucker muss zwar im Allgemeinen noch im Bestimmungsland raffiniert werden, bei der Raffination fallen aber im Vergleich zu „normalem“ Rohzucker nur wenige Abfallstoffe an, so dass die Raffination des VHP-Zuckers sehr effizient ist.

## Elektrizität aus Zuckerrohrbagasse

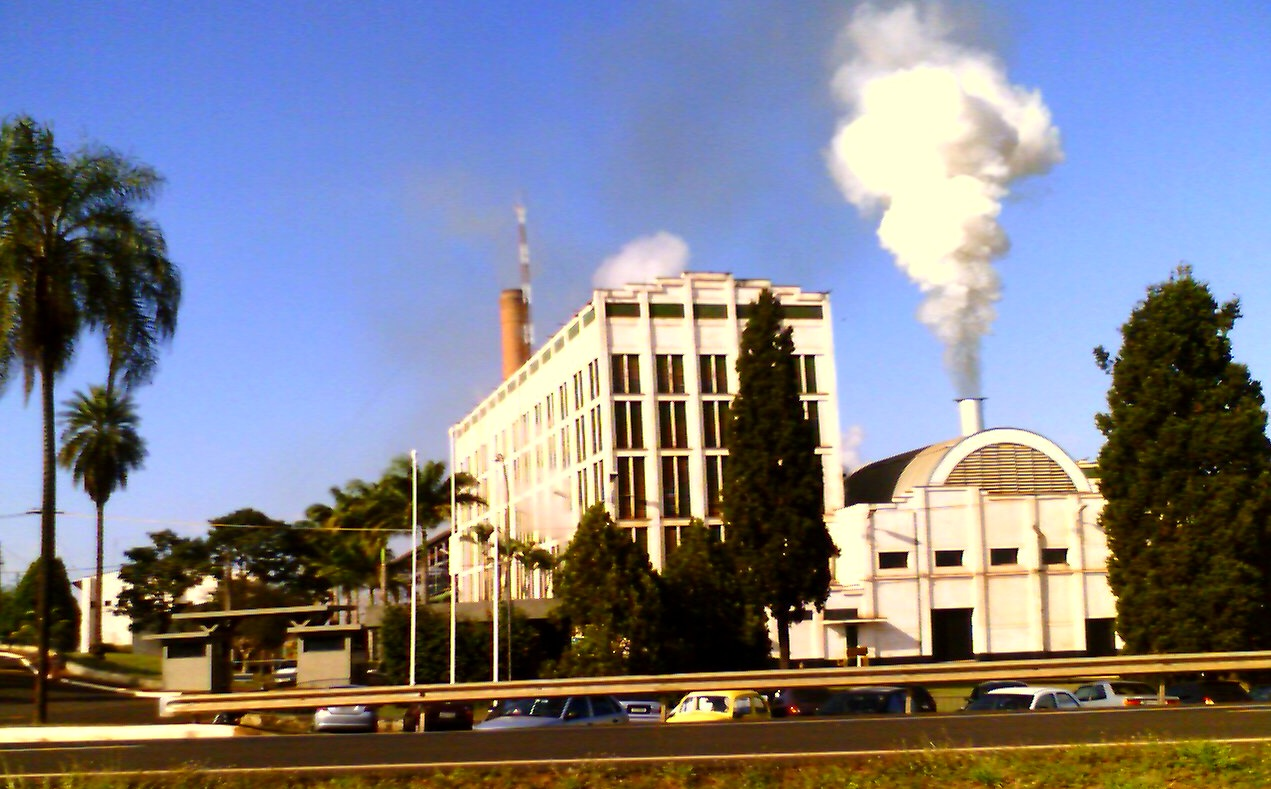
Ethanolfabrik in Sertãozinho

Die Saccharose bildet nur etwas mehr als 30 % der chemischen Energie, die in der reifen Zuckerrohrpflanze gespeichert ist. 35 % ist in den Blättern enthalten, die bei der Ernte auf dem Feld zurückgelassen werden, und 35 % sind in der Bagasse enthalten, die nach dem Auspressen des Zuckersaftes übrigbleibt. 
Ein Teil der Bagasse wird in der Zuckerfabrik verbrannt, um Wärmeenergie für die Zuckerproduktion und die Destillation sowie elektrische Energie für die Maschinen zu produzieren. Dadurch sind Zuckerrohrmühlen energetisch autark und sie sind sogar in der Lage, überschüssigen Strom an Versorgungsunternehmen zu verkaufen. Bei einer Erzeugung von etwa 600 MW für den Eigenverbrauch können circa 100 MW für das öffentliche Netz erzeugt werden. 
Die Energie wird von den Versorgern gern abgenommen, da sie vor allem in der Trockenzeit anfällt, wenn das Niveau in den Stauseen Brasiliens niedrig ist und die Erzeugung aus Wasserkraft gering ist. Schätzungen über die mögliche Stromerzeugung rangieren von 1.000 bis 9.000 MW, je nach eingesetzter Technologie. Die höheren Schätzungen basieren auf der Vergasung der Biomasse, den Ersatz der derzeit eingesetzten Niederdruck-Dampfkesseln und Turbinen durch Hochdruckkessel und -turbinen, sowie der Nutzung der derzeit auf den Feldern zurückgelassenen Biomasse in Form der Blätter. Im Vergleich dazu produziert das brasilianische Kernkraftwerk Angra I 657 MW.
Derzeit ist es rentabel, ca. 288 MJ an Elektrizität pro Tonne Zuckerrohr aus den Abfallprodukten der Alkoholherstellung zu generieren. Davon werden in der Fabrik selbst ca. 180 MJ verbraucht. Insofern könnte eine Zuckerfabrik mittlerer Größe ca. 5 MW an elektrischem Strom verkaufen. Bei den derzeitigen Preisen beträgt der Umsatz der Fabrik ca. 18 Millionen US$ durch Verkäufe von Zucker und Alkohol und zusätzlich 1 Million US$ durch den Verkauf an überschüssiger elektrischer Energie. Mit fortschrittlicher Technologie bei Kesseln und Turbinen könnte die Ausbeute auf ca. 648 MJ pro Tonne Zuckerrohr gesteigert werden, aber bei den derzeitigen Preisen rentieren sich die nötigen Investitionen nicht. 
Die Verfeuerung von Bagasse ist umweltfreundlich im Vergleich zu anderen Brennstoffen wie Kohle und Erdöl. Der Aschegehalt ist lediglich 2,5 % (Kohle: 30–50 %), und sie enthält keinen Schwefel. Da die Verbrennung bei relativ niedrigen Temperaturen stattfindet, werden wenig Stickoxide erzeugt.
In Brasilien wird Bagasse in mehreren Industriebranchen eingesetzt, um Erdöl als Brennstoff zu ersetzen. Allein im Bundesstaat São Paulo werden jährlich 2 Millionen Tonnen eingesetzt, und dadurch 35 Millionen US$ an Ölimporten eingespart.